# Calvitie des chefs d'État russes

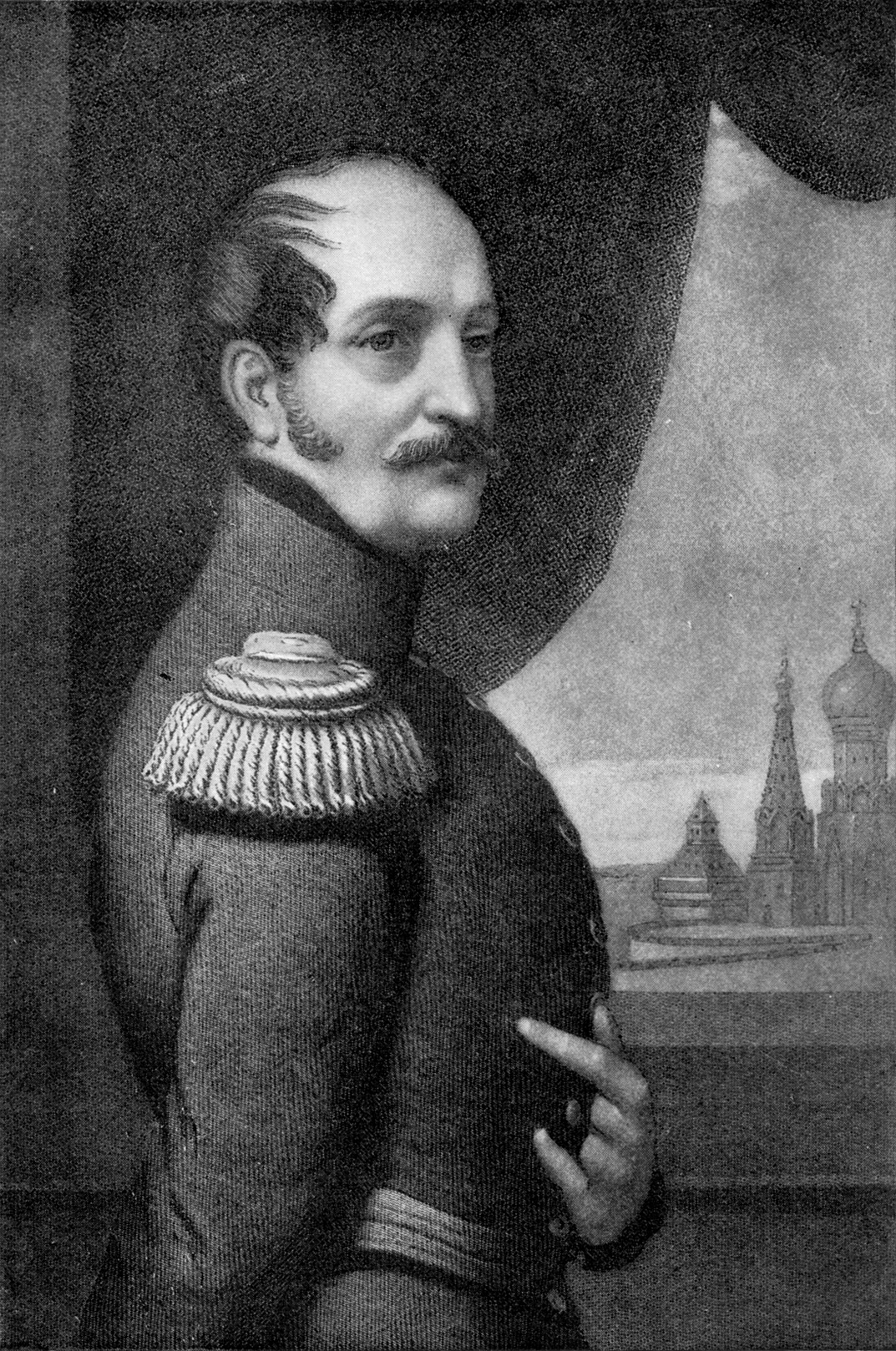
Nicolas Ier (empereur de Russie).

La calvitie des chefs d'État russes, et plus particulièrement l'alternance, à la tête de l'État, entre un dirigeant chauve, ou dégarni, et un dirigeant chevelu, est une théorie humoristique populaire en Russie et sujette à plaisanterie, sous l'expression « chauve-chevelu » ou « chauve-poilu » (Russe: лысый — волосатый),.
La blague a notamment été mise en valeur par l'humoriste Mikhaïl Zadornov et l'écrivain Vladimir Savtchenko (en)[source insuffisante]. On la trouve mentionnée par Michel Heller dans Histoire de la Russie et son empire où l'auteur la fait remonter à Romain Gary.
Cette blague fait référence à la règle empirique de la succession des chefs d'État, définie comme le changement d'un chef chauve en un chef chevelu et vice versa. Ce modèle cohérent[réf. nécessaire] remonte à 1825, lorsque Nicolas Ier succède à son défunt frère Alexandre Ier en tant qu'empereur de Russie.
À l'époque soviétique (pour les dirigeants après Lénine), la théorie s'applique en général aux premiers secrétaires généraux du Comité central. En ce qui concerne les présidents du Comité exécutif central panrusse, la théorie n'est pas suivie. De plus, les présidents du Præsidium du Soviet suprême de l'URSS ne suivent pas non plus la théorie, ayant plus de dirigeants « chevelus » que « chauves ».
La paire actuelle de dirigeants russes « chauve-chevelu » est composée de Vladimir Poutine et de Dmitri Medvedev. Poutine est président de 1999 à 2008 ; Medvedev occupe le poste jusqu'en 2012, après quoi Poutine est redevenu président.